# Хозиевы
Хо́зиевы (осет. Хозитæ) — осетинская (туальская) фамилия.

## Антропонимика
Хозитӕ — из тюркского [хози, кози] — ‘ягненок’

## Происхождение рода
Родовое селение Хозиевых (осет. Хозитыхъæу) находится в Зругском ущелье, на правом берегу реки Зругдон. Вместе с Хозиевыми здесь также жили Боциевы, но первые считаются основателями села и поэтому составляли большую часть населения. Предки фамилии в результате конфликта переселились в Зруг из алагирского селения Дайкау (Архонское ущелье). В 1936 году жители Зругского ущелья перебрались в равнинное село Рассвет (Ардонский район).

## Генеалогия
Арвадалта
Биджеловы, Бокоевы, Гобеевы, Хестановы
Генетическая генеалогия
Khoziev — G2a1a1a1b1a (DYS505=9, YCAII=19,21, DYS438=9, DYS391=9, DYS455=12)
Генотек — Хозиева Виктория Владимировна — Х2b

## Известные представители
- Борис Разденович Хозиев (1956) — главный редактор республиканской газеты «Растдзинад», заслуженный работник культуры РСО-Алания и РФ.
- Яков Ясонович Хозиев (1916—1938) — осетинский поэт.